# Atlas Farnèse
L'Atlas Farnèse est une copie romaine en marbre du IIe siècle d'une sculpture hellénistique d'Atlas à genoux supportant un globe pesant sur ses épaules. C’est la statue la plus ancienne encore existante de nos jours représentant le titan Atlas de la mythologie grecque, que l'on trouve sur des peintures sur vase datées à une époque antérieure. C'est aussi la représentation la plus ancienne connue de la sphère céleste. Cette sculpture est conservée au musée archéologique national de Naples.
L'appellation Atlas Farnèse est liée à l'acquisition de la sculpture par le cardinal Farnèse au début du XVIe siècle et à son exposition à la Villa Farnèse.

## Description
L'Atlas Farnèse est une sculpture en marbre d'une hauteur de 2,1 mètres et dont le globe porté par Atlas a un diamètre de 65 centimètres. Elle représente le titan Atlas sous le poids des travaux car il avait été condamné par Zeus à supporter le ciel. Le globe montre une représentation de la nuit marquée par la présence visible des constellations à la surface de celui-ci. Les bas-reliefs du globe montrent quarante-et-une constellations (38 identifiées précisément) sur les quarante-huit distinguées par l'astronome grec Ptolémée dans son œuvre l'Almageste datant du IIe siècle de notre ère, soit la même époque que la sculpture du Titan Atlas. Il provient des Thermes de Caracalla, à Rome, où il fut découvert au XVIe siècle.

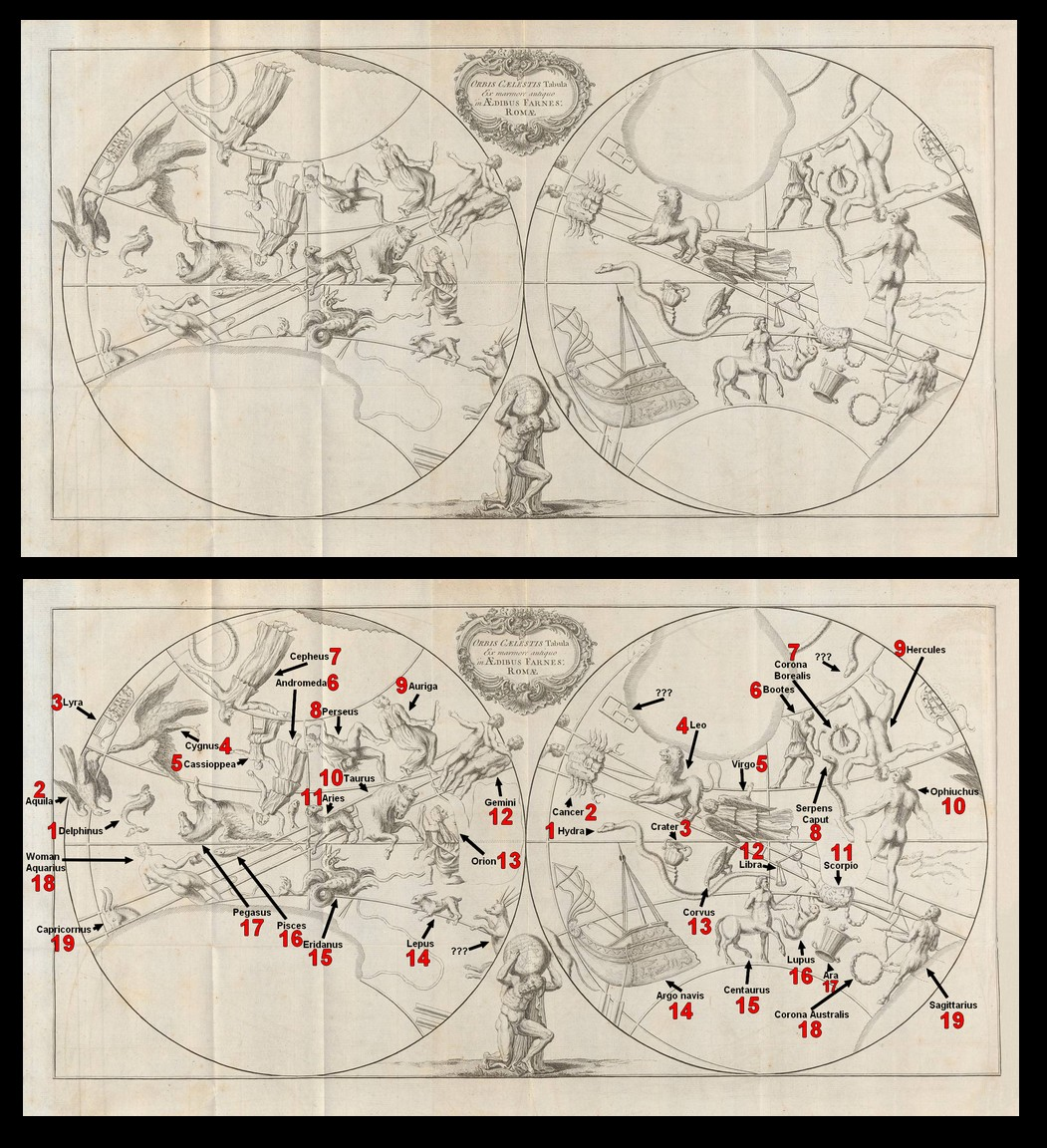
Constellations numérotées de l'Atlas Farnèse.

## Atlas Farnèse et le catalogue d'étoiles perdu
En 2005, lors d'une réunion au sein de l'American Astronomical Society qui s'est tenu à San Diego, Bradley E. Schaefer rapporte qu'il a trouvé un lien possible entre l'Atlas Farnèse et le catalogue d'étoiles perdu attribué à Hipparque de Nicée. Après une analyse statistique poussée de la position des constellations représentée sur le globe, il tire la conclusion que celle-ci est compatible avec la configuration des étoiles visibles qui est apparue à l'époque de ce grand astronome de la Grèce antique mais cette analyse ne fait pas l'unanimité, puisqu'il manque les constellations Ursa Major et Minor ainsi que Draco et les deux Canis Major et Minor ainsi que quelques autres constellations sur l'Atlas Farnèse. 